# Catawissa Creek
La Catawissa Creek est une rivière des États-Unis dans l'État de Pennsylvanie, affluent de la Susquehanna qu'elle rejoint à Catawissa. Longue de 67,3 km, elle traverse successivement les comtés de Luzerne, de Schuylkill et Columbia.